# Jánossomorja
Jánossomorja (tyska: Sanktjohann; Sanktpeter) är en mindre stad som har bildats genom en sammanslagning av två orter i distriktet Mosonmagyaróvár i provinsen Győr-Moson-Sopron i nordvästra Ungern. Jánossomorja hade år 2019 totalt 6 283 invånare.